# Žolčno barvilo
Žolčna barvila so produkt razgradnje hemoglobina in so nepomembni pri prebavnih procesih.
Produkt razgradnje sta biliverdin (rdeča barva) in bilirubin (rumena barva). Produkti njune nadaljnje razgradnje pa sta bilifuscin in holotelin